# Zero Assoluto

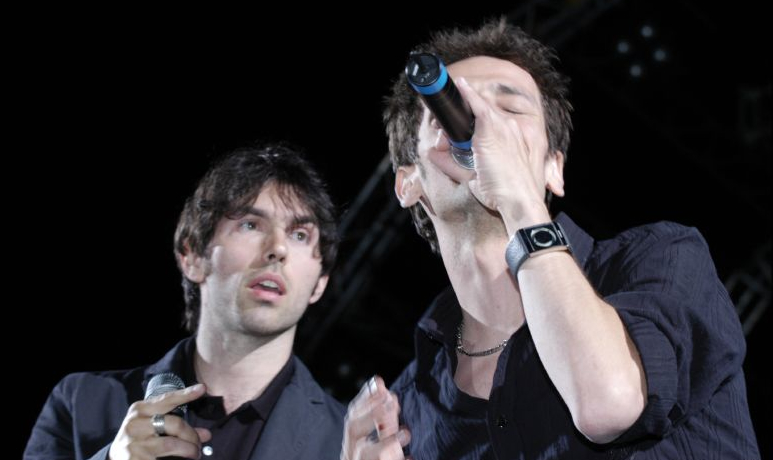
Zero Assoluto

Zero Assoluto ("zéro absolu") est un groupe de pop italien composé de Thomas de Gasperi, né à Rome le 24 juin 1977, et de Matteo Maffucci, né aussi à Rome le 28 mai 1978.
Leur premier single, Ultimo capodanno a été réalisé en 1999.
Puis sont sortis Tu come stai, Minimalismi, Mezz'ora, Semplicemente... Titres de  leur 1er album Scendi...
En 2006, leur morceau Svegliarsi la mattina fut numéro 1 du top 40 en Italie. Cette même année, d'autres morceaux eurent de gros succès, tel que Sei Parte di me par exemple.
Ils sont non seulement chanteurs mais aussi animateurs radio sur RTL 102.5 pour leur émission La Suite du lundi au vendredi de 13h à 15h.
Fin février 2007, ils ont participé au Festival de Sanremo, où ils ont notamment joué leur nouvelle chanson "Appena prima di partire", 1er single de leur nouvel album qui est sorti en mars 2007.
En 2008 le groupe sort un single avec la chanteuse canadienne Nelly Furtado, Win or Lose version anglo-italienne de "Appena prima di partire" où ont été ajoutés des parties en anglais chantées par Nelly Furtado. Elle a été chantée pour la première fois en 2007 lors du Festival de San Remo puisque chaque chanteur ou groupe, selon le règlement du Festival de 2007, a dû chanter en duo sa propre chanson. Cependant Win or Lose n'est sorti en France qu'en 2008.

## Site internet
- (fr) Site officiel français
- (it) Site officiel italien